# Retinite pigmentosa
La retinite pigmentosa, indicata anche con l'acronimo RP, è una malattia genetica dell'occhio che colpisce l'epitelio pigmentato e la retina (retinopatia). Può anche essere acquisita e in questo caso sarà dovuta alla carenza della vitamina A. Uno dei primi sintomi consiste nella riduzione della visione di notte fino alla cecità notturna (emeralopia). Questo fenomeno può precedere la visione a cannocchiale, ossia la perdita del campo visivo periferico. Il progredire della patologia varia a seconda dei casi, ma non tutte le persone affette da retinite pigmentosa diventano legalmente cieche.
La RP è un tipo di distrofia retinica progressiva, un gruppo di disturbi ereditari in cui le anormalità dei fotorecettori (coni e bastoncelli), dell'epitelio pigmentato retinico o della retina stessa portano a una graduale e progressiva perdita della vista. Gli individui che ne sono affetti accusano dapprima una difficoltà di adattamento al buio, seguita da una costrizione del campo visivo periferico. Durante la fase terminale della malattia si può anche verificare la perdita della visione centrale.

## Segni
L'abbondante presenza sull'epitelio retinico di pigmenti a forma di fagiolini è tipicamente patognomonico per la retinite pigmentosa. Tra le altre caratteristiche oculari, vi sono:
- il pallore cereo della testa del nervo ottico
- i vasi sanguigni retinici attenuati
- maculopatia a velo
- edema maculare cistoide
- cataratta subcapsulare posteriore

## Diagnosi

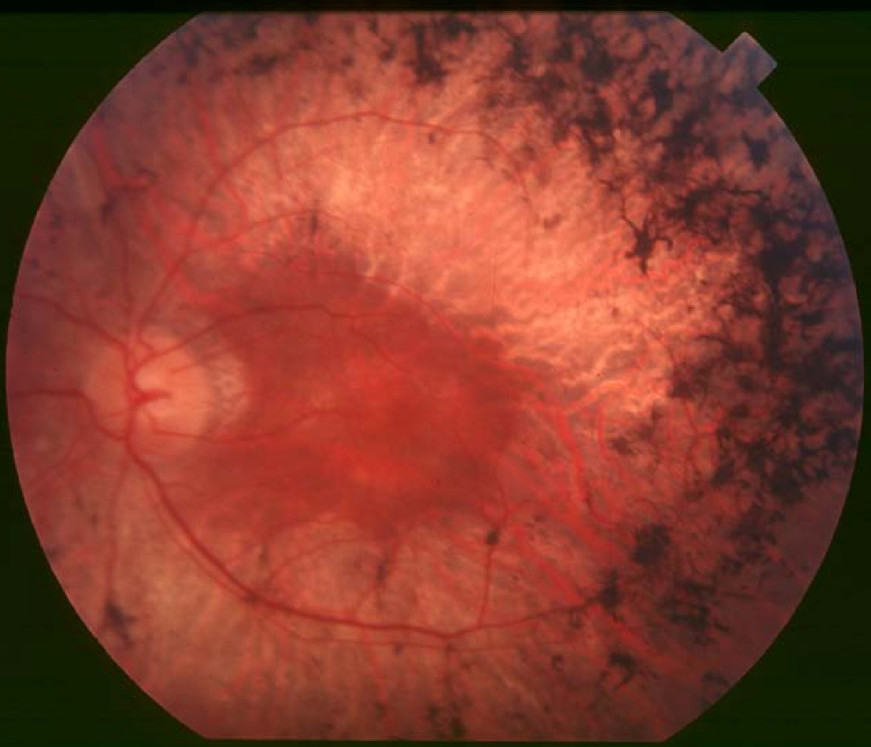
Fondo dell'occhio di un paziente con retinite pigmentosa a stadio intermedio

La diagnosi della RP si basa sulla documentazione di perdita progressiva nelle funzioni dei fotorecettori tramite elettroretinografia (ERG) e test del campo visivo. La capacità di ereditare la RP è determinata dalla storia familiare. Almeno 35 geni diversi o loci sono noti per essere causa di RP non sindromica. Il test del DNA è disponibile su base clinica per l'RLBP1 (recessivo autosomico, tipo Bothnia RP), RP1 (autosomico dominante, RP1), RHO (autosomico dominante, RP4), RDS (autosomico dominante, RP7), PRPF8 (autosomico dominante, RP13), PRPF3 (autosomico dominante, RP12), ABCA4 (autosomico recessivo, RP19) e RPE65 (autosomico recessivo, RP20). Per tutti gli altri generi, il test genetico molecolare è disponibile a scopi di ricerca.
La RP può essere ereditata nel caso di un gene autosomico dominante, autosomico recessivo o X linked. La RP a collegamento a X può essere o recessiva, colpendo, così, soprattutto individui di sesso maschile, o dominante, colpendo così individui di entrambi i sessi, anche se quelli di sesso femminile sono, comunque, sempre affetti in maniera più leggera. Sono state descritte anche alcune forme digeniche e mitocondriali. La consulenza genetica dipende da una diagnosi accurata, la determinazione dell'ereditarietà in ogni famiglia e i risultati di un test genetico molecolare.
La RP combinata con una progressiva sordità è denominata sindrome di Usher.
Una serie di studi dal 2002 ha confermato che Cnga1 è la principale proteina responsabile della retinite pigmentosa. Il gene Cnga1 (Cyclic nucleotide-gated channel alpha 1) è una proteina prodotta da sola o in associazione con la proteina Cngb1, entrambe localizzate nel bordo della retina.

Quando è mutata in un particolare aminoacido, essa non è più in grado di formare i canali ionici nella membrana plasmatica: su tale superficie della cellule fotoricettrici della retina avviene la depolarizzazione, senza la quale non è più possibile trasformare la luce esterna in un impulso elettrico.

Il canale ionico è caratterizzato da:
- permeabilità agli ioni Ca2+;
- modulazione di calcio-calmodulina;
- sensibilità a variazioni del cAMP nei recettori citosolici.

Il canale è formato da 3 subunità di Cnga1 e da una di Cngb1, mentre restano ignote la loro disposizione (geometria molecolare) e stechiometria.

## Trattamento
A oggi non esiste un trattamento medico per la cura della retinite pigmentosa, tuttavia sono attivi numerosi progetti di ricerca con l'obiettivo di arrestare il progresso della malattia o di migliorare le capacità visive delle persone affette. I filoni di sperimentazione principali includono trapianti di retina, impianto di retine artificiali, tecniche di terapia genica e utilizzo di cellule staminali.
L'efficacia dell'utilizzo di supplementi nutritivi  e integratori alimentari è oggetto di studio dal 1993, quando Eliot L. Berson e collaboratori pubblicarono il primo articolo in cui si evidenziava un rallentamento nella progressione della malattia legato all'assunzione di vitamina A. Ricerche successive hanno dimostrato anche l'utilità dell'assunzione di acidi grassi omega-3, come il DHA, e della luteina in abbinamento alla vitamina A. Tuttavia i risultati di queste ricerche non sono stati confermati da tutti gli studi di settore e analisi più recenti, che prendono in considerazione un ampio numero di pubblicazioni al riguardo, hanno portato alla conclusione che non vi sia alcuna certezza dell'efficacia di queste sostanze nel fermare il decorso della malattia
.
Nel 2007 è stata presentata una retina artificiale che permette di recuperare una visione molto rudimentale. Il progetto presentato aveva una definizione di 16 punti e richiedeva un dispositivo esterno di analisi dei dati e di alimentazione elettrica. Nel 2008 ne è stata presentata una versione migliorata con 60 elettrodi, che si interfaccia con dei particolari occhiali che, collegati a una piccola unità esterna, elaborano le immagini e le inviano alla retina artificiale, impiantata chirurgicamente sul fondo dell'occhio in modo da poter inviare i segnali elettrici direttamente al cervello. I sessanta elettrodi permettono ai pazienti di distinguere luci e ombre e di individuare oggetti di grandi dimensioni, consentendo loro di muoversi in un ambiente esterno con una certa autonomia. In seguito, comunque, gli stessi ricercatori hanno confermato che il sistema è in fase di studio e non può ancora essere considerato una terapia disponibile per il pubblico.
Molte speranze sono affidate alla tecnica di editing del genoma chiamata CRISPR/Cas9: un gruppo di ricercatori del Columbia University Medical Center e dell'Università dell'Iowa hanno usato tale tecnologia per riparare la mutazione genetica che è all'origine della patologia in una coltura di cellule staminali da impiantare nella retina del paziente.